# ري ماستينبروك
ري ماستينبروك (26 فبراير 1919 - 6 نوفمبر 2003)، (Rie Mastenbroek) هي لاعبة أولمبية لرياضة السباحة من هولندا. شاركت في الأولمبياد الصيفي في 1936، وفازت بما مجموعه 4 ميداليات.

## الميداليات
| ذهب | فضة | برونز | المجموع |
| 3   | 1   | 0     | 4       |

## روابط خارجية
- ري ماستينبروك على موقع الاتحاد الدولي للسباحة (الإنجليزية)
- ري ماستينبروك على موقع قاعة مشاهير السباحة العالمية (الإنجليزية)
- ري ماستينبروك على موقع اللجنة الأولمبية الدولية (الإنجليزية)
- ري ماستينبروك على موقع أوليمبيديا (الإنجليزية)